# Boxe anglaise féminine

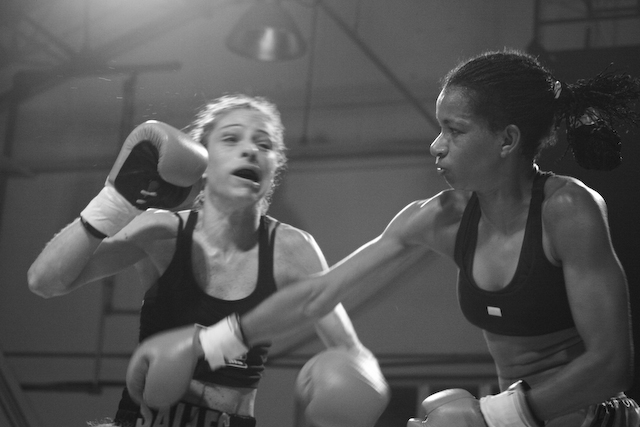
Renata Cristina Dos Santos Ferreira (à droite) opposée à Adriana Salles

On désigne par boxe anglaise féminine la pratique de la boxe anglaise par les femmes. Elle suit exactement les mêmes règles que la boxe anglaise pratiquée par les hommes. 

## Histoire
La réticence d'une grande partie du monde sportif, des médias et de la société a longtemps retardé le développement de la boxe anglaise féminine.  Elle ne prend véritablement son essor que dans les années 1990 en amateur puis avec l'apparition d'organisations professionnelles telles que la WIBF, l'IFBA, l'IWBF et la WIBA. Les premiers championnats du monde amateur sont organisés en 2001 à Scranton aux États-Unis et voient s'affronter dans 12 catégories de poids 125 boxeuses provenant de 30 pays. 
La popularité grandissante des boxeuses est due notamment ces dernières années à l'émergence de stars telles que Laila Ali, fille du légendaire Mohamed Ali, Holly Holm, Regina Halmich, Susianna Kentikian, Ann Wolfe; en France par les performances de Cindy Orain (médaillée de bronze aux championnats du monde de boxe amateur) et surtout de Myriam Lamare et Anne-Sophie Mathis (toutes les deux championnes du monde professionnelles) ainsi que par le succès du film Million Dollar Baby récompensé en 2005 par 4 Oscars dont celui de la meilleure actrice attribué à Hilary Swank. En Afrique, la boxe féminine n'est pas aussi répandue que dans les pays occidentaux, mais la Zambienne Esther Phiri est l'une des championnes les plus en vue,.
Symbole de ce récent développement, la boxe féminine est pour la première fois inscrite au programme des Jeux olympiques d'été de 2012 à Londres : 3 médailles d'or ont été remportées par Nicola Adams dans la catégorie poids mouches (-51 kg), Katie Taylor en poids légers (-60 kg) et Claressa Shields en poids moyens (-75 kg).

## Boxeuses françaises
- Estelle Mossely, titrée aux JO et championne du monde.
- Sarah Ourahmoune, titrée aux JO et championne du monde.
- Anne-Sophie Da Costa championne du monde.

## Cinéma
Plusieurs films ont pour toile de fond la boxe féminine, dont :
- Shadow Boxers, film documentaire américain de Katya Bankowsky sorti en 1999,
- Girlfight, film américain de Karyn Kusama sorti en 2000,
- Million Dollar Baby, film américain de Clint Eastwood sorti en 2004,
- Dans les cordes, film français de Magaly Richard-Serrano sorti en 2006,
- Victoire Terminus, film documentaire français de Renaud Barret et Florent de La Tullaye sorti en 2008,
- La Yuma, film de Florence Jaugey sorti en 2009.
- Mary Kom
- Sarah la Combattante, film documentaire français de Cédric Balaguier sorti en 2017